# Davide Abbatescianni
Davide Abbatescianni (Bari, 16 de septiembre de 1991) es un crítico y periodista italiano.

## Biografía
Nacido en Bari, Italia, Abbatescianni es periodista y crítico de cine con sede en Roma. En 2013, obtuvo un Diploma Profesional en Dirección Escénica (ITACA - Academia Internacional de Teatro del Adriático) y una Licenciatura en Ciencias de la Comunicación (Universidad de Bari), seguida de un master of arts en Cine documental en 2016 (Escuela Báltica de Cine y Medios, Universidad de Tallin).
Desde 2017, trabaja como corresponsal en el extranjero para el portal de cine con sede en Bruselas Cineuropa, donde revisa regularmente los nuevos filmes y cubre el negocio del cine europeo. Sus artículos aparecieron en otros medios internacionales como Documentary Magazine, The Calvert Journal, The New Arab, Variety,  New Scientist, Business Doc Europe, POV Magazine, Reader's Digest, Filmexplorer, Film Ireland, Cinemafemme.com, el blog de Europa Distribution, el blog del Nordisk Film & TV Fond y el blog de lo Independent Cinema Office.
Abbatescianni es miembro de la Academia de Cine Europeo (EFA), FIPRESCI (Federación Internacional de Críticos de Cine), ICS (International Cinephile Society), FEDEORA (Federación de Críticos de Cine de Europa y el Mediterráneo) y NECS (European Network for Cinema and Media Studies).
En 2021, se desempeñó como jurado FIPRESCI en el Festival Internacional de Cine de Animación de Annecy y como miembro del jurado de Cineuropa en el Festival de Cine de Sarajevo.
En 2024, fue jurado FIPRESCI en el Festival Regard en Saguenay, jurado del Panorama España en el Festival Internacional de Cine de Las Palmas de Gran Canaria y jurado de la competencia de Asia Central en el Festival de Cine de Biskek.
En el mismo año, trabaja como programador para el Festival de Cine de Turín, uno de los eventos cinematográficos más grandes de Italia.